# Songaraneus
Genre
Songaraneus est un genre d'araignées aranéomorphes de la famille des Araneidae.

## Distribution
Les espèces de ce genre se rencontrent en Asie de l'Est et en Asie du Sud-Est.

## Liste des espèces
Selon World Spider Catalog (version 25.5, 02/02/2025) :
- Songaraneus ejusmodi (Bösenberg & Strand, 1906)
- Songaraneus jiekou Mi, Wang & Li, 2024
- Songaraneus perpolitus (Thorell, 1893)
- Songaraneus tuihou Mi, Wang & Li, 2024

## Systématique et taxinomie
Ce genre a été décrit par Mi, Wang et Li en 2024 dans les Araneidae.

## Étymologie
Ce genre est nommé en l'honneur de Da-xiang Song.

## Publication originale
- Mi, Wang & Li, 2024 : « Description of six new genera and twenty species of the orb-weaver spider family Araneidae (Araneae, Araneoidea) from Xishuangbanna, Yunnan, China. » Zoological Research: Diversity and Conservation, vol. 1, no 4, p. 290-341 (texte intégral).